# Sipplingen (stacja kolejowa)
Sipplingen – przystanek kolejowy w Sipplingen, w kraju związkowym Badenia-Wirtembergia, w Niemczech. Przystanek zlokalizowany jest przy Seestraße, nad Jeziorem Bodeńskim.
| Sipplingen                             |  |                                   |
| Linia Bodenseegürtel                   |  |                                   |
| Ludwigshafen (Bodensee)odległość: 4 km |  | Überlingen-Therme odległość: 5 km |